# 框架 (人工智能)
框架（英語：frame）是人工智能研究中一种用于知识表示的数据结构，由马文·闵斯基于1974年在其论文《表示知识的框架》（A Framework for Representing Knowledge）中最早提出。闵斯基将框架定义为表示常规情景（stereotyped situation）的信息结构。框架理论认为人类对世界的认知都是以过往经验（常规情景）为基础的，而人对新事物的认识则是对以往经验的分析与补充。这些经验可以以框架的形式存储为数据结构。

## 框架结构
框架通常由描述事物各个方面的若干槽（slot，或译为“条目”）组成，每个槽则又可包含若干值（value）。复杂框架则多一个层次，即槽可分为若干侧面（facet，或译为“方面”），而每一侧面则又可包含若干值。
以下为一个表示“男孩”框架的示例：
| 槽                 | 值                         | 类型                         |
| ------------------ | -------------------------- | ---------------------------- |
| BOY（男孩）        | _                          | （框架名）                   |
| ISA（属性）        | Person（人）               | （父框架）                   |
| SEX（性别）        | Male（男性）               | （实例值）                   |
| AGE（年龄）        | Under 12 yrs.（小于12岁）  | （过程附件——集合约束）       |
| HOME（家）         | A Place（某一地点）        | （另一框架）                 |
| NUM_LEGS（腿数量） | Default = 2 （默认值 = 2） | （从父框架“人”继承的默认值） |

以下框架示例表示一个名为亚历克斯（Alex）的男孩。该框架是“男孩”框架的一个实例。其“性别”槽的值是从父框架继承而来的默认值。但因为他只有一条腿，所以其“腿数量”槽的值为1，与父框架中的默认值2并不同。另外其“年龄”槽包含了需要该值时（IF-NEEDED）才触发的一个过程附件（procedural attachment）。
| 槽                        | 值                                              | 类型         |
| ------------------------- | ----------------------------------------------- | ------------ |
| ALEX（亚历克斯）          | _                                               | （框架名）   |
| NAME（名字）              | Alex（亚历克斯）                                | （关键值）   |
| ISA（属性）               | Boy（男孩）                                     | （父框架）   |
| SEX（性别）               | Male（男性）                                    | （继承值）   |
| AGE（年龄）               | IF-NEEDED（如需）: Subtract(current,BIRTHDATE); | （过程附件） |
| HOME（家）                | 100 Main St.（主街100号）                       | （实例值）   |
| BIRTHDATE（出生日期）     | 8/4/2000（2000年8月4日）                        | （实例值）   |
| FAVORITE_FOOD（喜爱食物） | Spaghetti（意大利面）                           | （实例值）   |
| CLIMBS（攀爬）            | Trees（树）                                     | （实例值）   |
| BODY_TYPE（身体类型）     | Wiry（结实）                                    | （实例值）   |
| NUM_LEGS（腿数量）        | 1                                               | （例外）     |